# Batilly-en-Puisaye
Batilly-en-Puisaye – miejscowość i gmina we Francji, w Regionie Centralnym, w departamencie Loiret.
Według danych na rok 1990 gminę zamieszkiwało 95 osób, a gęstość zaludnienia wynosiła 5 osób/km² (wśród 1842 gmin Regionu Centralnego Batilly-en-Puisaye plasuje się na 1036. miejscu pod względem liczby ludności, natomiast pod względem powierzchni na miejscu 694.).